# Pegomya manicata
Pegomya manicata är en tvåvingeart som först beskrevs av Johann Andreas Schnabl 1915.  Pegomya manicata ingår i släktet Pegomya och familjen blomsterflugor. Inga underarter finns listade i Catalogue of Life.